# Sandra Werneck
Sandra Werneck (Rio de Janeiro, 5 de maio de 1951) é uma diretora de cinema brasileira.
Nascida no Rio de Janeiro, é neta do ex-deputado federal Frederico Virmond de Lacerda Werneck e tetraneta do Barão de Paty dos Alferes, Francisco Peixoto de Lacerda Werneck. Seu filme de maior sucesso foi Cazuza - O Tempo Não Para.

## Filmografia
- 1976 - Bom Dia Brasil (Documentário)
- 1980 - Ritos de Passagem (Documentário)
- 1984 - Pena Prisão (Documentário)
- 1986 - Geléia Geral (Curta-Metragem)
- 1987 - Damas da Noite (Documentário)
- 1989 - Canal Click (Curta-Metragem)
- 1991 - A Guerra dos Meninos (Documentário)
- 1992 - Pornografia (Curta-Metragem)
- 1993 - Profissão Criança (Documentário)
- 1994 - Pintinho (Curta-Metragem)
- 1994 - Canudos - "As Duas Faces da Montanha" (Curta-metragem)
- 1997 - Pequeno Dicionário Amoroso (Longa-metragem)
- 2001 - Amores Possíveis (Longa-metragem)
- 2001 - Comercial BR Distribuidora - Continuação Amores Possíveis (Filme publicitário)
- 2001 - Ana Carolina - "Pra Terminar" (Videoclipe)
- 2004 - Cazuza - O Tempo Não Pára (Longa-metragem)
- 2006 - Meninas (Documentário)
- 2010 - Sonhos Roubados (Longa-metragem)
- 2015 - Pequeno Dicionário Amoroso 2 (Longa-metragem)
- 2016 - Os Outros (Documentário)
- 2017 - Mexeu com uma, mexeu com todas (Documentário)
- 2020 - You Tubers (Documentário)